# Artiom Kisielow
Artiom Anatoljewicz Kisielow (ros. Артём Анатолевіч Киселёв; ur. 1 lutego 1991) – rosyjski siatkarz, grający na pozycji środkowego. Od stycznia 2020 roku występuje w drużynie IZGTU-Dinamo.

## Sukcesy klubowe
Superpuchar Rosji:
- 2008, 2009

Liga Mistrzów:
- 2010
- 2011

Mistrzostwo Rosji:
- 2011
- 2010